# 갑 (천간)
갑(甲)은 천간의 첫째이다. 오행에서는 목(木)에 속하며, 음양에서는 양(陽)에 해당한다.

## 갑을 포함한 간지
- 갑자
- 갑술
- 갑신
- 갑오
- 갑진
- 갑인

## 같이 보기
- 천간